# Powstanie słuckie

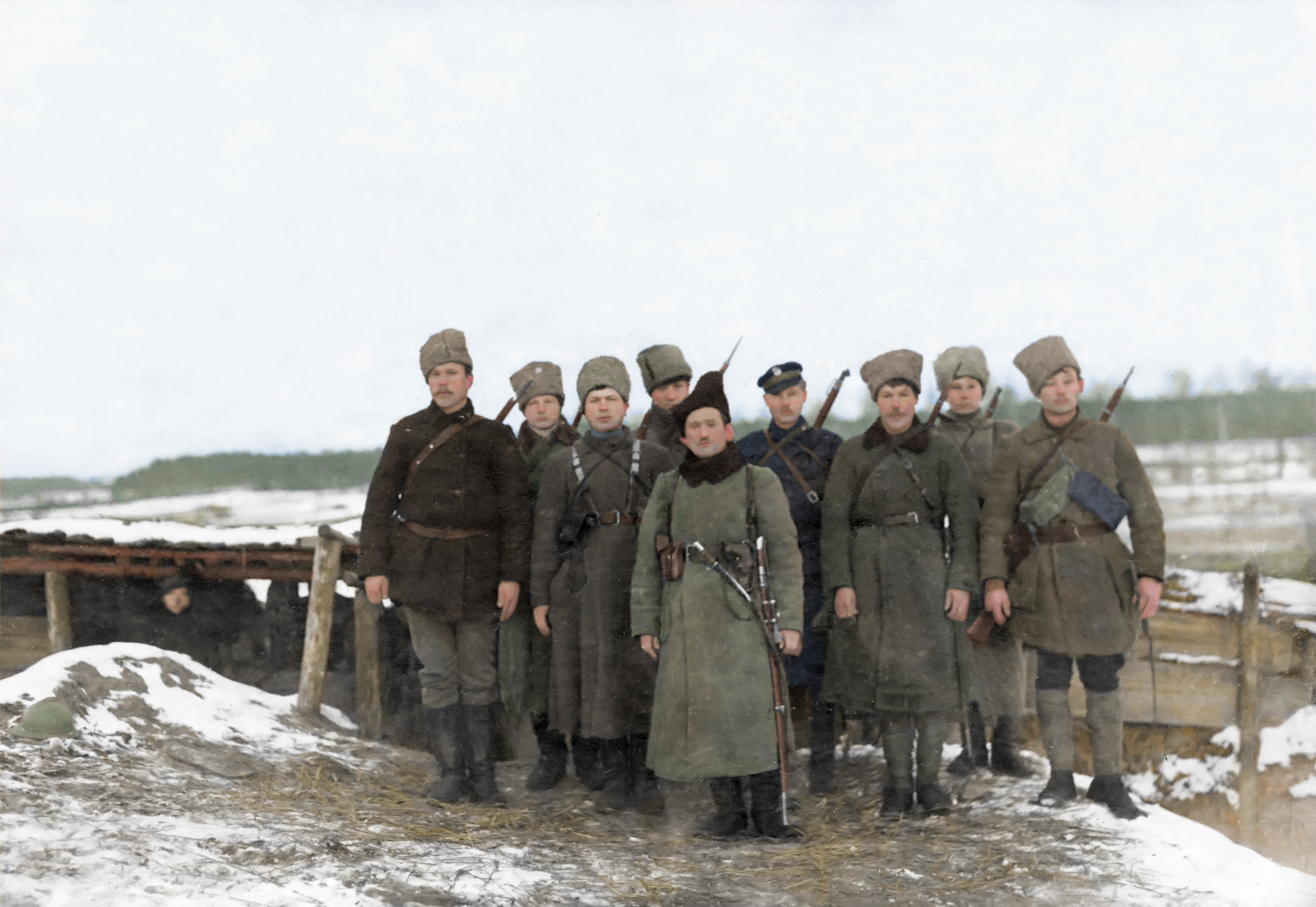
Powstańcy atamana Łukasza Siemieniuka (w środku). Po jego prawej ręce – Jerzy Monicz. Za nim – Wasyl Mucha. Wieś Wielkie Stachowo, 1919 rok

Powstanie słuckie (biał. Слуцкі збройны чын, Słucki zbrojny čyn, Слуцкае паўстаньне, Słuckaje paŭstańnie) – zbrojne wystąpienie oddziałów białoruskich przeciwko Armii Czerwonej w okolicach Słucka w listopadzie i grudniu 1920 roku.

## Historia
Po zakończeniu działań wojennych wojny polsko-bolszewickiej 18 października 1920 roku w strefie działań wojsk polskich znalazły się zachodnie ziemie Białorusi. Zgodnie z podpisanymi 12 października w Rydze preliminariami pokojowymi z Rosją radziecką, II Rzeczpospolita zobowiązała się do wycofania swoich wojsk na zachód od Słucka.
Z oddaniem ziem białoruskich bolszewikom nie pogodził się jednak gen. Stanisław Bułak-Bałachowicz, który na czele swojej Ochotniczej Sprzymierzonej Armii 5 listopada przekroczył linię przerwania ognia, a 10 listopada ogłosił w zdobytym Mozyrzu powstanie niepodległej Białorusi. Dnia 14 listopada tego samego roku w Słucku miał miejsce tzw. „Kongres Słucki”, na którym wybrano władze tymczasowe odrodzonej Białorusi. Jednakże po kilku dniach i kontrofensywie oddziałów bolszewickich, jego armia została zmuszona do wycofania się w kierunku Polski, co nastąpiło 28 listopada. Następnie armia gen. Bułaka-Bałachowicza została w Polsce internowana.
Stacjonująca na Słucczyźnie 4 Armia gen. Leonarda Skierskiego przekazała władzę Białoruskiemu Komitetowi Narodowemu. Ten 4 listopada zwołał Białoruski Zjazd Słucczyzny i uznał Radę Najwyższą Białoruskiej Republiki Ludowej. Wybrana na Zjeździe Rada Słucczyzny wydała 21 listopada deklarację, wzywającą ludność białoruską do walki o niepodległą Białoruś w granicach etnograficznych. Rozpoczęła też formowanie jednostek wojskowych. Wkrótce utworzono I Słucką Brygadę Strzelców, w sile dwóch pułków.
24 listopada wojska polskie rozpoczęły wycofywanie się ze Słucczyzny, pozostawiając jednak 15-kilometrowy pas ziemi niczyjej. Wkraczające oddziały Armii Czerwonej toczyły walki z oddziałami białoruskimi, które jednak szybko zostały przyparte do pasa ziemi niczyjej. W grudniu 1920 roku ostatnie zwarte białoruskie oddziały wojskowe przeszły na stronę polską, gdzie zostały rozbrojone oraz internowane. W pasie neutralnym zainstalowały się lokalne władze białoruskie, którym udało się ujść przed bolszewikami. Organizowały one stamtąd wypady partyzanckie na pozycje bolszewickie.
Intensywne walki partyzanckie na Słucczyźnie trwały jeszcze wiosną 1921 roku, a ostatni żołnierze tych oddziałów utrzymali się w miejscowych lasach nawet do lat 30..
Władze polskie wykorzystały to powstanie jako dywersję antybolszewicką w czasie negocjacji przebiegu granicy polsko-radzieckiej, zatwierdzonego podpisaniem traktatu ryskiego w 1921 r.

## Filmy
- Słucki zbrojny czyn – dokumentalny, 2008, Biełsat, 30 min;
- Na czarnych lodach – fabularny, 1995.